# Zabība wa-l-Malik
Zabība wa-l-Malik (arabiska: زبيبة والملك, "Zabiba och kungen") är en roman från 2000, utgiven anonymt i Irak och tillskriven landets president Saddam Hussein. Den utspelar sig i medeltidens Tikrit och handlar om kärleken mellan en mäktig kung och en fattig kvinna som misshandlas och våldtas av sin make. Berättelsen är en allegori där kungen föreställer Saddam Hussein och kvinnan det irakiska folket.
Hussein identifierades som romanens författare i en artikel i Asharq Alawsat från 2001. I och med att ingen dementi kom från irakiskt håll betraktade även Hussein-trogna media detta som troligt. Förenta staternas regering lät studera romanen under tre månaders tid. Efter detta drog CIA slutsatsen att romanen sannolikt var spökskriven av någon annan, men under Husseins noga översyn. Boken finns översatt till engelska, franska, japanska, ryska, spanska och tyska.